# Aiglëis
Aiglëis (altgriechisch Αἰγληίς Aiglēís) ist in der griechischen Mythologie eine Tochter des von Sparta nach Athen zugezogenen Hyakinthos.
Als es Minos bei seinem Feldzug nicht gelingt, Athen einzunehmen, bittet er Zeus um Beistand. Dieser sendet der Stadt Hungersnot und Pest (λιμοῦ τε καὶ λοιμοῦ limoú te kaì loimoú). Einem alten Orakelspruch folgend wird Aiglëis von den Athenern zur Abwehr gemeinsam mit ihren Schwestern Antheïs, Lytaia und Orthaia über dem Grab des Kyklopen Geraistos geopfert.